# Museum Haus am Checkpoint Charlie
Het Museum Haus am Checkpoint Charlie (ook Mauermuseum genoemd) is een museum in Berlijn. In het museum komen veel aspecten rond de Berlijnse Muur en de Koude Oorlog aan de orde.
Het museum werd opgericht in 1962, kort nadat de Berlijnse Muur als onderdeel van het IJzeren Gordijn de stad in 1961 in tweeën had gedeeld, door de geschiedkundige Rainer Hildebrandt. Al in 1963, nog geen acht maanden na de eerste opening, verhuisde het museum naar de huidige locatie vlak naast het toenmalige Checkpoint Charlie.

## Collectie
In een permanente tentoonstelling toont het museum de geschiedenis van de Berlijnse Muur en geeft inzicht in de manieren waarop mensen wisten te ontsnappen uit de DDR. Ook is er een expositie over het slopen van de muur en de periode van na 1989. Daarnaast is er aandacht voor geweldloos verzet en vreedzame revoluties.
Het museum, dat tot de meestbezochte musea van Berlijn behoort, is gevestigd aan de Friedrichstraße. Het museum beschikt over een winkel en een museumbibliotheek. Ook zijn er diverse filmvoorstellingen.
Vlak bij het museum is een reconstructie van Checkpoint Charlie, de bekendste (en beruchtste) grenspost tussen Oost- en West-Berlijn. Ongeveer 75 meter ten oosten daarvan staat een monument op de plaats waar Peter Fechter als eerste probeerde naar het Westen te vluchten.

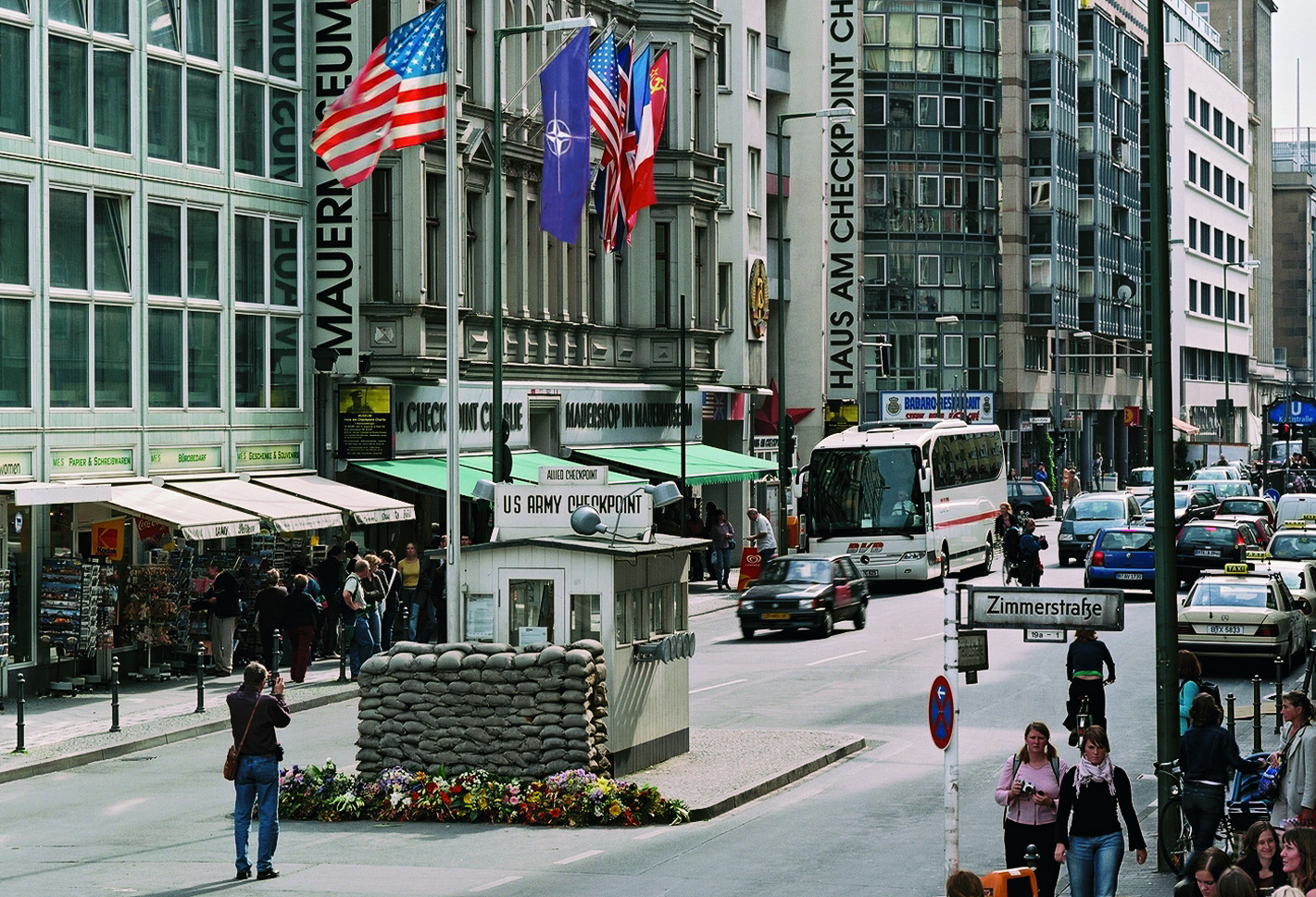
Reconstructie van Checkpoint Charlie